# Magnus Erlingsson
Magnus Erlingsson (1156 – 15. juni 1184) var konge af Norge i perioden 1161-1184.
Magnus var søn af stormanden Erling Skakke og Kristin, datter af Sigurd Jorsalfar. Han var derfor ikke kongesøn, hvilket hans modstandere, Birkebeinerne benyttede mod ham i kampen om magten. Magnus Erlingsson blev som den første nordiske konge kronet, enten i 1163 eller 1164. Kroningen blev foretaget af den norske ærkebiskop Øystein Erlendsson i Bergen. Han var kun fem år da han blev valgt til konge af Lensmandspartiet. De første år, mens han var umyndig, var Erling Skakke formynderregent. Den første af hans sejre på slagmarken var slaget på Re udenfor Tønsberg i 1177, hvor birkebeinskongen Øystein Møyla blev dræbt.
Senere samme år kom Sverre Sigurdsson fra Færøerne og overtog ledelsen af birkebeinerne og førte kampen videre. Erling Skakke faldt i slaget på Kalvskinnet i Nidaros i 1179. Magnus Erlingsson faldt i slaget ved Fimreite i Sognefjorden i 1184.